# Шуваевское сельское поселение (Тверская область)
Шува́евское се́льское поселе́ние — упразднённое муниципальное образование в составе Селижаровского района Тверской области. На территории поселения находятся 23 населенных пункта.
Центр поселения — деревня Шуваево.
Образовано в 2005 году, включило в себя территорию Шуваевского сельского округа. Законом Тверской области от 17 апреля 2017 года было упразднено и включено в Селищенское сельское поселение.

## Географические данные
- Общая площадь: 246,2 км²
- Нахождение: западная часть Селижаровского района
  - Граничит:
    - на северо-западе — с Осташковским районом, Замошское СП и Сиговское СП
    - на востоке — с Селищенским СП
    - на юге — с Дмитровским СП
    - на западе — с Пеновским районом, Охватское СП и Серёдкинское СП.

Северная граница поселения проходит по озеру Волго.
По территории поселения проходит железная дорога «Торжок—Селижарово—Соблаго».

## Население
На 01.01.2008 — 472 человек.  По переписи 2010 — 305 человек.

## Населенные пункты
На территории поселения находятся следующие населённые пункты:
| №  | Тип нп | Название         | Население (2008 год) |
| -- | ------ | ---------------- | -------------------- |
| 1  | дер.   | Шуваево          | 341                  |
| 2  | дер.   | Боково           | 0                    |
| 3  | дер.   | Бор Волго        | 35                   |
| 4  | дер.   | Бугор            | 0                    |
| 5  | дер.   | Верхние Горицы   | 0                    |
| 6  | дер.   | Волга            | 4                    |
| 7  | дер.   | Высокое          | 2                    |
| 8  | дер.   | Девичье          | 21                   |
| 9  | дер.   | Жилино           | 4                    |
| 10 | дер.   | Заднее Заручевье | 0                    |
| 11 | дер.   | Заручевье        | 0                    |
| 12 | дер.   | Казаково         | 5                    |
| 13 | дер.   | Колобово         | 11                   |
| 14 | дер.   | Куниченково      | 8                    |
| 15 | дер.   | Лемно            | 3                    |
| 16 | дер.   | Мишково          | 5                    |
| 17 | дер.   | Мишина Нива      | 0                    |
| 18 | дер.   | Нижние Горицы    | 2                    |
| 19 | дер.   | Нивы             | 8                    |
| 20 | дер.   | Пашутино         | 12                   |
| 21 | дер.   | Ручьево          | 0                    |
| 22 | дер.   | Раменье          | 10                   |
| 23 | дер.   | Хорево           | 1                    |

В 1998 году исключена из учетных данных деревня Семёново.

## История
С образованием в 1796 году Тверской губернии территория поселения вошла в Осташковский уезд. В середине XIX-начале XX века деревни поселения относились к Пашутинской волости Осташковского уезда.